# Schneppenhausen
Schneppenhausen is een plaats in de Duitse gemeente Weiterstadt, deelstaat Hessen, en telt 2003 inwoners (2007).